# Conan, o Destruidor
Conan, o Destruidor (Conan the Destroyer) é um filme americano de 1984, uma aventura dirigida pelo veterano em ação/fantasia Richard Fleischer. O filme é uma sequência de Conan the Barbarian, com Arnold Schwarzenegger e Mako retornando para reassumirem seus papéis como Conan e Akiro, o mago (respectivamente), junto com um novo elenco.

## Sinopse
A dupla de guerreiros ladrões Conan e o parceiro Malak é contatada pela Rainha Taramis de Shadizar e aceita fazer duas tarefas para ela: roubar uma gema mágica do mago Toth-Amon, que só pode ser tocada pela virgem Jehnna — e recuperar um chifre mágico capaz de despertar Dagoth, deus dos sonhos e pesadelos. Como prêmio, Taramis garante a Conan ser capaz de ressuscitar sua amada já falecida.
Para a jornada, além de Mako e Jehnna, Conan é obrigado a levar com ele Bombaata, guerreiro de Taramis que será o guarda-costas de Jehnna. Ele vai ao encontro do mago Akiro, que o resgata de canibais, e aceita que se junte a eles a selvagem guerreira Kush chamada Zula.

## Elenco
| Ator                  | Personagem      | Descrição | Arma de preferência                                                                   |
| --------------------- | --------------- | --- | ------------------------------------------------------------------------------------- |
| Arnold Schwarzenegger | Conan           | Guerreiro que não aceita a morte de sua amante e em promessa de sua ressurreição aceita roubar artefatos místicos                 | Espada Atlantiana, Machado de Guerra e Adagas                                         |
| Grace Jones           | Zula            | Guerreira selvagem resgatada por Conan.                                                                                           | Lança de Madeira                                                                      |
| Wilt Chamberlain      | Bombaata        | Capitão da Guarda de Shadizar, enviado pela Rainha Taramis para acompanhar Conan. No fim do filme, Zula o substitui em seu posto. | Maça modificada, Machado, Espada e Bolas de Ferro                                     |
| Olivia d'Abo          | Princesa Jehnna | Princesa virgem usada para obter jóias que ressuscitarão o maligno deus Dagoth.                                                   | Nenhuma, mas somente ela é capaz de manusear o poder dos artefatos mágicos de Dagoth. |
| Mako                  | Akiro           | Mago amigo de Conan que narra a história no início e fim do filme. Aceita a posição de Chefe-Feiticeiro de Shadizar.              | Feitiçaria                                                                            |
| Tracey Walter         | Malak           | Ladrão cômico, parceiro de Conan. Aceita a posição de "Bobo da corte" de Shadizar.                                                | Adagas                                                                                |
| Pat Roach             | Toth-Amon       | Feiticeiro dono da gema com o poder de invadir o palácio encantado onde se encontra o chifre mágico.                              | Feitiçaria e Espelhos                                                                 |
| Sarah Douglas         | Rainha Taramis  | Rainha maligna de Shadizar que planeja reviver Dagoth, o Deus dos Sonhos, de quem ela é adoradora. É tia da Princesa Jehnna.      | Adaga                                                                                 |
| Jeff Corey            | Grão Vizir      | Mago pessoal da Rainha Taramis | Feitiçaria e Adaga                                                                    |
| Sven-Ole Thorsen      | Togra           | Guarda da Rainha que tenta raptar a princesa, detido por Conan                                                                    | Espada                                                                                |

## Produção
John Milius, diretor de Conan the Barbarian, não estava disponível para a sequência e Dino De Laurentiis sugeriu a contratação de Richard Fleischer à sua filha Raffaella De Laurentiis, produtora do filme Conan the Destroyer. Fleischer tinha dirigido Barabba (1961) e Mandingo (1975) para Dino De Laurentiis. 
As locações do filme foram no México — em Pachuca, no vulcão nevado extinto de Toluca e Dunas Samalayuca (próximas de El Paso) — além de ter sido usado os Estudios Churubusco Azteca. Carlo Rambaldi criou o monstro Dagoth.
O filme traz a cena de um camelo sendo nocauteado por Conan, tendo sido puxadas as pernas do animal com cabos para que caisse no chão. Devido a crueldade com o animal, a cena foi cortada na exibição do Reino Unido, bem como outra parecida na qual um cavalo é derrubado com um soco desferido também por Conan, na batalha inicial do filme.
Conan the Barbarian arrecadara 40 milhões de dólares nos Estados Unidos com a classificação "R", e 50 milhões de dólares em paises estrangeiros. A Universal Pictures e o produtor Dino De Laurentiis queriam alcançar um público maior e decidiram tornar a sequência menos violenta. Contudo, a sequência Conan the Destroyer recebera a classificação "R" como seu antecessor mas depois o filme foi reclassificado para "PG". Fleischer deixou o filme menos violento e adicionou cenas humorísticas, embora as cenas de violência continuassem sangrentas. Arrecadou menos nos EUA (31 milhões de dólares) e 69 milhões de dólares no Exterior.

## Sequências
A repetição do sucesso do primeiro filme fez com que Schwarzenegger, Fleischer e o produtor Dino De Laurentiis se juntassem novamente para filmarem Red Sonja em 1985 (que não foi bem recebido pelo público).
O terceiro filme da trilogia de Conan foi planejado para 1987 e se chamaria Conan the Conqueror. A direção ficaria com Guy Hamilton ou John Guillermin. Contudo, Arnold Schwarzenegger tinha sido contratado para filmar Predator e o compromisso dele com De Laurentiis havia se encerrado em Red Sonja e Raw Deal, havendo negativa por parte do ator em renová-lo. O roteiro foi usado para o filme Kull the Conqueror, com Kull substituindo Conan como o protagonista da história.

## Quadrinhos
Os autores quadrinistas Roy Thomas e Gerry Conway, que haviam escrito o argumento do filme, ficaram insatisfeitos com o roteiro final de Stanley Mann. Resolveram transformar suas ideias em uma  graphic novel (Conan: The Horn of Azoth), publicada em 1990, ilustrada por Mike Docherty. Os nomes dos personagens foram mudados: Dagoth foi chamado de Azoth, Jehnna mudou para Natari, Zula para Shumballa, Bombaata para Strabo, Toth-Amon para Rammon e a Rainha Taramis e o Grã Vizir foram combinados no mago Karanthes, pai de Natari.
A novelização do filme foi escrita por Robert Jordan em 1984.

## Prêmios e indicações

### Prêmios
Framboesa de Ouro
- Pior nova estrela: Olivia d'Abo - 1984[6]

### Indicações
Saturn Awards
- Melhor atriz coadjuvante: Grace Jones - 1985[7]

Framboesa de Ouro
- Pior atriz coadjuvante: Olivia d'Abo - 1984